# Großer Preis von Spanien 2012
Der Große Preis von Spanien 2012 (offiziell Formula 1 Gran Premio de España Santander 2012) fand am 13. Mai auf dem Circuit de Catalunya in Montmeló statt und war das fünfte Rennen der Formel-1-Weltmeisterschaft 2012.

## Berichte

### Hintergrund
Nach dem Großen Preis von Bahrain führte Sebastian Vettel in der Fahrerwertung mit vier Punkten vor Lewis Hamilton und mit fünf Punkten vor Mark Webber. In der Konstruktionswertung führte Red Bull-Renault mit neun Punkten vor McLaren-Mercedes und mit 44 Punkten vor Lotus-Renault.
Beim Großen Preis von Spanien stellte Pirelli den Fahrern die Reifenmischungen P Zero Hard (silber) und P Zero Soft (gelb), sowie für nasse Bedingungen Cinturato Intermediates (grün) und Cinturato Full-Wets (blau) zur Verfügung.
Bei Mercedes übernahm Bob Bell für diese Veranstaltung die sportliche Leitung des Teams, da Teamchef Ross Brawn aus gesundheitlichen Gründen nicht anreisen konnte.
Mit Michael Schumacher (sechsmal), Kimi Räikkönen (zweimal), Fernando Alonso, Felipe Massa, Jenson Button, Webber und Vettel (jeweils einmal) traten sieben ehemalige Sieger zu diesem Grand Prix an.
Als Rennkommissare fungierten Silvia Bellot (ESP), Gerd Ennser (DEU), Tom Kristensen (DNK) und Radovan Novak (CZE).

### Training
Im ersten freien Training fuhr Alonso die Bestzeit vor Vettel und Kamui Kobayashi. Jules Bianchi übernahm in diesem Training den Force India von Paul di Resta, Valtteri Bottas den Williams von Bruno Senna, Alexander Rossi den Caterham von Heikki Kovalainen und Dani Clos den HRT von Narain Karthikeyan. Rossi und Clos nahmen erstmals an einem Formel-1-Wochenende teil.
Im zweiten freien Training erzielte Button die schnellste Runde vor Vettel und Nico Rosberg.
Im dritten freien Training war Vettel Schnellster vor Pastor Maldonado und Kobayashi.

### Qualifying
Im ersten Abschnitt des Qualifyings erzielte Romain Grosjean die schnellste Runde. Die HRT-, Marussia- und Caterham-Piloten sowie Senna schieden aus. Senna landete bei seiner letzten Runde im Kiesbett. Karthikeyan schaffte keine Zeit innerhalb der 107-Prozent-Regel und scheiterte somit an der Qualifikation. Da Karthikeyans Zeit im dritten freien Training eine Qualifikation ermöglicht hätte, entschieden die Rennkommissare ihn nachträglich zum Rennen zuzulassen. Im zweiten Abschnitt fuhr Maldonado die schnellste Zeit. Die Toro Rosso- und Force-India-Piloten sowie Massa, Webber und Button schieden aus. Kobayashi, der den neunten Platz erzielte, rollte in der Auslaufrunde aus, weshalb nur neun Piloten am letzten Segment teilnahmen.
Vettel stellte sich vor dem letzten Segment in etwa eine Minute vor der roten Ampel an, um als Erster auf die Strecke zu gehen. Er erzielte keine gezeitete Runde. Da er der erste Pilot von denjenigen ohne gezeitete Runde war, lag er innerhalb dieser Fahrer auf dem ersten Platz, welcher der achte im Gesamtklassement war. Im letzten Segment war Maldonado erneut Schnellster und erzielte seine erste Pole-Position vor Alonso und Grosjean.
Ursprünglich war Hamilton im ersten und dritten Segment der schnellste Pilot. Er wurde jedoch disqualifiziert. Er war von seinem Team angewiesen worden, sein Auto in der Auslaufrunde abzustellen, da es ein technisches Problem gab. Zu diesem Zeitpunkt befanden sich noch 1,3 Liter Treibstoff im Tank. Die Mindestmenge, die nach einer Sitzung im Tank sein muss beträgt 1 Liter. McLaren argumentierte mit höherer Gewalt, die das Abstellen des Fahrzeugs notwendig machte. Die Rennkommissare kamen zu dem Schluss, dass es sich nicht um ein technisches Problem handelte, sondern dass Hamilton die Auslaufrunde abgebrochen hat, was nach dem Reglement verboten ist. Die Rennkommissare stellten einen Verstoß des Artikels 6.6.2 des technischen Reglements fest und disqualifizierten Hamilton. Die offizielle Begründung der FIA lautete: „Weil die Benzinmenge, die ins Auto gefüllt wird, vollständig unter der Kontrolle des Teilnehmers ist, können die Kommissare dies nicht als Fall von höherer Gewalt anerkennen.“ Hamilton erhielt eine Starterlaubnis für das Rennen, musste jedoch vom letzten Platz starten.

### Rennen
Beim Start zum Großen Preis von Spanien verlor Pole-Setter Maldonado die Führung an Alonso, der vom zweiten Platz startete. Räikkönen verbesserte sich auf den dritten, Rosberg auf den vierten Platz. Sergio Pérez, der vom fünften Platz startete, erlitt in der ersten Runde einen Reifenschaden und musste zu einem Reparaturstopp an die Box. Hamilton, der vom letzten Platz ins Rennen ging, machte in der Startphase einige Positionen gut und lag nach der dritten Runde auf dem 17. Platz.
In der sechsten Runde begann Webber die Phase der ersten Boxenstopps. Er wechselte auf die härtere Reifenmischung. Eine Runde später folgte sein Teamkollege Vettel auf der gleichen Strategie. In der Zwischenzeit setzten sich Alonso und Maldonado an der Spitze etwas von Räikkönen ab. In der zehnten Runde ging Alonso als Erster des Führungstrios an die Box und wechselte auf die härteren Reifen. Eine Runde später folgen Maldonado und Räikkönen. Während Maldonado es Alonso gleichtat und auf die härtere Mischung wechselte, blieb Räikkönen auf der weicheren Reifenmischung.
In der 13. Runde kam es am Ende der Start-Ziel-Geraden zu einer Kollision zwischen Schumacher und Senna. Während Schumacher sein Fahrzeug sofort abstellen musste, schaffte es Senna noch in den zweiten Sektor, wo er schließlich aufgab. Schumacher war seinem Kontrahenten, der ältere Reifen als er hatte aufgefahren. Die Rennkommissare untersuchten den Vorfall nach dem Rennen und sprachen eine Strafversetzung um fünf Plätze für das nächste Rennen gegen Schumacher aus.
Wenig später überholte Grosjean, der in der Startphase hinter Rosberg zurückgefallen war, Rosberg mit Hilfe des Drag Reduction Systems. Webber fiel indes zurück und wechselte schließlich seinen Frontflügel an der Box. Nach zehn Runden führte Alonso mit etwa zwei Sekunden vor Maldonado. Räikkönen lag circa acht Sekunden hinter dem Führenden auf dem dritten Platz. Alle anderen Piloten hatten mindestens 20 Sekunden Rückstand auf Alonso.
In der 24. Runde begann Maldonado die zweite Boxenstopp-Phase des Führungstrios. Alonso blieb zwei weitere Runden draußen und kam schließlich hinter Maldonado zurück auf die Strecke. Alonso lief nach Maldonados Stopp auf Charles Pic zum Überrunden auf. Dieser behinderte Alonso. Die Rennkommissare verhängten später einen Durchfahrtsstrafe gegen Pic. Kurz darauf kam auch Räikkönen an die Box und wechselte auf die härtere Reifenmischung. In der Zwischenzeit hatte Karthikeyan sein Fahrzeug am Streckenrand abgestellt.
In der 28. Runde wurde eine Durchfahrtsstrafe gegen Massa und Vettel ausgesprochen. Beide waren infolge des Unfalls zwischen Schumacher und Senna zu schnell in diesem Streckenabschnitt gewesen und die Rennkommissare erkannten eine Missachtung der gelben Flaggen.
Zur Rennhalbzeit führte Maldonado mit circa sieben Sekunden Vorsprung vor Alonso. Räikkönen und Grosjean belegten mit einem größeren Rückstand die Plätze drei und vier. Hamilton, der erst einmal an der Box war, hatte sich zu diesem Zeitpunkt auf den fünften Platz vorgearbeitet. Pic und Pérez fielen in dieser Phase mit technischen Problemen aus.
Nachdem Alonso etwas aufgeholt hatte, ging Maldonado in der 41. Runde an die Box. Alonso folgte in der 44. Runde und fiel dadurch wieder hinter Maldonado zurück. Die Führung hatte zwischenzeitlich Räikkönen inne, der, nachdem er von Maldonado und Alonso überholt worden war, in der 49. Runde erneut an die Box ging. Alonso holte anschließend zunächst auf Maldonado auf, wenige Runden vor Rennende gelang es ihm aber nicht mehr, den Abstand auf Maldonado bei circa einer Sekunde zu halten und verlor etwas. Räikkönen holte in dieser Phase auf das Führungsduo auf. Er kam zwar noch auf unter eine Sekunde an Alonso heran, für ein Überholmanöver fehlte jedoch die Zeit.
Maldonado gewann schließlich seinen ersten Formel-1-Grand-Prix vor Alonso und Räikkönen, die beide zwischen 3 und 4 Sekunden Rückstand hatten. Auf dem vierten Platz folgte Grosjean mit einem Rückstand von etwa 15 Sekunden. Alle anderen Fahrer lagen mindestens eine Minute hinter Maldonado. Kobayashi komplettierte die Top-Fünf.
Vettel überholte in den letzten Runden noch Hamilton und Rosberg und erreichte das Ziel schließlich auf dem sechsten Platz. Die weiteren Punkte gingen an Rosberg, Hamilton, Button und Nico Hülkenberg.
Es war der erste Sieg für Williams seit dem Großen Preis von Brasilien 2004. Damals gewann Juan Pablo Montoya. Maldonado war der erste Venezolaner, der einen Formel-1-Grand-Prix gewann. Er war der dritte Venezolaner, der zu einem Formel-1-Rennen startete. Zu seinem Erfolg beglückwünschten ihn umgehend der venezolanische Staatspräsident Hugo Chávez, sowie Henrique Capriles, der Präsidentschaftskandidat der Opposition für die nächsten Wahlen in Venezuela. In Venezuelas Hauptstadt Caracas kam es zu spontanen Siegesfeiern.
Erstmals seit der Formel-1-Weltmeisterschaft 1983 gab es in den ersten fünf Rennen fünf verschiedene Sieger.
In der Weltmeisterschaft behielt Vettel die Führung. Alonso schloss punktgleich zu Vettel auf und übernahm den zweiten Platz. Hamilton fiel vom zweiten auf den dritten Platz zurück. Maldonado verbesserte sich durch den Sieg vom 14. auf den 9. Platz. Bei den Konstrukteuren blieben die ersten drei Positionen unverändert.

### Zwischenfall nach dem Rennen
Nach dem Rennen kam es zu einem Zwischenfall in der Boxengasse. In der Box des siegreichen Williams-Rennstalls brach ein Feuer aus, das auch auf die benachbarte Box des Caterham-Teams übergriff. Da das Williams-Team kurz zuvor das Sieger-Gruppen-Foto erstellt hatte, befanden sich keine Personen in dem Teil der Box, in dem das Feuer ausbrach. Insgesamt wurden 31 Personen (Mitarbeiter der Rennställe Caterham, Force India und Williams, sowie der FIA) wegen Atembeschwerden, Schnittverletzungen und leichten Verbrennungen behandelt, sieben davon mussten ins Krankenhaus. Einer der Williams-Mitarbeiter musste wegen schwerer Verbrennungen mit dem Hubschrauber ins Krankenhaus geflogen werden. Der im Rollstuhl sitzende Teamchef Frank Williams wurde rechtzeitig aus der Box gerettet. Maldonado trug bei der Evakuierung seinen Cousin, der aufgrund einer Fußverletzung nicht richtig laufen konnte, auf den Schultern aus dem Gefahrenbereich heraus.
Die Brandursache wird vom Team, der Feuerwehr und der Polizei untersucht. Ein durch Augenzeugenberichte untermauerter Verdacht deutet darauf hin, dass das Feuer beim Entleeren des Tanks von Bruno Sennas Auto entstanden ist. Bisher gibt es noch keine Regelung zur Lagerung von gefährlichen Materialien in der Box.
Das Team wurde bei der Löschung des Feuers von einigen Mitarbeitern der anderen Teams unterstützt. Speziell von Caterham und Force India halfen einige Mitarbeiter. Williams bedankte sich anschließend bei allen Helfern für die Unterstützung bei den Löscharbeiten. Der stellvertretende Teamchef von Force India, Robert Fernley, kritisierte die Sicherheitskräfte anschließend für ihr unkoordiniertes Verhalten.
Die Williams-Box brannte fast vollständig aus und die Ausrüstung des Teams wurde dabei zerstört. Der Rennbetrieb für das nächste Rennen soll jedoch nicht beeinträchtigt sein. McLaren bot Williams an, dem Rennstall fehlende Ausrüstungsgegenstände für das nächste Rennen auszuleihen. Maldonados Fahrzeug befand sich zu diesem Zeitpunkt noch im Parc fermé und wurde somit nicht beschädigt. Sennas Fahrzeug, das während des Feuers in der Box stand, wurde zur Schadensanalyse in die Fabrik gebracht. Bei Untersuchungen an der Strecke wurden keine Beschädigungen festgestellt.
Williams-Berater Alexander Wurz kommentierte den Vorfall wie folgt: „Ich glaube, der Sachschaden ist sehr groß und ich weiß auch nicht, wie es versicherungstechnisch aussieht. Im Augenblick ist es aber erst einmal das Wichtigste, dass den Menschen nichts Ernstes passiert ist. Das Feuer breitete sich blitzschnell aus – das war brutal. Du musstest richtig laufen, um aus dem Rauch herauszukommen.“

## Meldeliste
| Team                          | Nr. | Fahrer             | Chassis           | Motor                | Reifen |
| ----------------------------- | --- | ------------------ | ----------------- | -------------------- | ------ |
| Red Bull Racing               | 01  | Sebastian Vettel   | Red Bull RB8      | Renault 2.4 V8       | P      |
| Red Bull Racing               | 02  | Mark Webber        | Red Bull RB8      | Renault 2.4 V8       | P      |
| Vodafone McLaren Mercedes     | 03  | Jenson Button      | McLaren MP4-27    | Mercedes-Benz 2.4 V8 | P      |
| Vodafone McLaren Mercedes     | 04  | Lewis Hamilton     | McLaren MP4-27    | Mercedes-Benz 2.4 V8 | P      |
| Scuderia Ferrari              | 05  | Fernando Alonso    | Ferrari F2012     | Ferrari 2.4 V8       | P      |
| Scuderia Ferrari              | 06  | Felipe Massa       | Ferrari F2012     | Ferrari 2.4 V8       | P      |
| Mercedes AMG Petronas F1 Team | 07  | Michael Schumacher | Mercedes F1 W03   | Mercedes-Benz 2.4 V8 | P      |
| Mercedes AMG Petronas F1 Team | 08  | Nico Rosberg       | Mercedes F1 W03   | Mercedes-Benz 2.4 V8 | P      |
| Lotus F1 Team                 | 09  | Kimi Räikkönen     | Lotus E20         | Renault 2.4 V8       | P      |
| Lotus F1 Team                 | 10  | Romain Grosjean    | Lotus E20         | Renault 2.4 V8       | P      |
| Sahara Force India F1 Team    | 11  | Jules Bianchi      | Force India VJM05 | Mercedes-Benz 2.4 V8 | P      |
| Sahara Force India F1 Team    | 11  | Paul di Resta      | Force India VJM05 | Mercedes-Benz 2.4 V8 | P      |
| Sahara Force India F1 Team    | 12  | Nico Hülkenberg    | Force India VJM05 | Mercedes-Benz 2.4 V8 | P      |
| Sauber F1 Team                | 14  | Kamui Kobayashi    | Sauber C31        | Ferrari 2.4 V8       | P      |
| Sauber F1 Team                | 15  | Sergio Pérez       | Sauber C31        | Ferrari 2.4 V8       | P      |
| Scuderia Toro Rosso           | 16  | Daniel Ricciardo   | Toro Rosso STR7   | Ferrari 2.4 V8       | P      |
| Scuderia Toro Rosso           | 17  | Jean-Éric Vergne   | Toro Rosso STR7   | Ferrari 2.4 V8       | P      |
| Williams F1 Team              | 18  | Pastor Maldonado   | Williams FW34     | Renault 2.4 V8       | P      |
| Williams F1 Team              | 19  | Valtteri Bottas    | Williams FW34     | Renault 2.4 V8       | P      |
| Williams F1 Team              | 19  | Bruno Senna        | Williams FW34     | Renault 2.4 V8       | P      |
| Caterham F1 Team              | 20  | Alexander Rossi    | Caterham CT01     | Renault 2.4 V8       | P      |
| Caterham F1 Team              | 20  | Heikki Kovalainen  | Caterham CT01     | Renault 2.4 V8       | P      |
| Caterham F1 Team              | 21  | Witali Petrow      | Caterham CT01     | Renault 2.4 V8       | P      |
| HRT F1 Team                   | 22  | Pedro de la Rosa   | HRT F112          | Cosworth 2.4 V8      | P      |
| HRT F1 Team                   | 23  | Dani Clos          | HRT F112          | Cosworth 2.4 V8      | P      |
| HRT F1 Team                   | 23  | Narain Karthikeyan | HRT F112          | Cosworth 2.4 V8      | P      |
| Marussia F1 Team              | 24  | Timo Glock         | Marussia MR01     | Cosworth 2.4 V8      | P      |
| Marussia F1 Team              | 25  | Charles Pic        | Marussia MR01     | Cosworth 2.4 V8      | P      |

Anmerkungen
1. 1 2  Bianchi fuhr den Force India mit der Nummer 11 im ersten freien Training. Di Resta übernahm das Fahrzeug anschließend für das restliche Rennwochenende.
2. 1 2  Bottas fuhr den Williams mit der Nummer 19 im ersten freien Training. Senna übernahm das Fahrzeug anschließend für das restliche Rennwochenende.
3. 1 2  Rossi fuhr den Caterham mit der Nummer 20 im ersten freien Training. Kovalainen übernahm das Fahrzeug anschließend für das restliche Rennwochenende.
4. 1 2  Clos fuhr den HRT mit der Nummer 23 im ersten freien Training. Karthikeyan übernahm das Fahrzeug anschließend für das restliche Rennwochenende.

## Klassifikationen

### Qualifying
| Pos.                                                                      | Fahrer             | Konstrukteur         | Q1       | Q2       | Q3         | Start |
| ------------------------------------------------------------------------- | ------------------ | -------------------- | -------- | -------- | ---------- | ----- |
| 01                                                                        | Pastor Maldonado   | Williams-Renault     | 1:23,380 | 1:22,105 | 1:22,285   | 01    |
| 02                                                                        | Fernando Alonso    | Ferrari              | 1:23,276 | 1:22,862 | 1:22,302   | 02    |
| 03                                                                        | Romain Grosjean    | Lotus-Renault        | 1:23,248 | 1:22,667 | 1:22,424   | 03    |
| 04                                                                        | Kimi Räikkönen     | Lotus-Renault        | 1:23,406 | 1:22,856 | 1:22,487   | 04    |
| 05                                                                        | Sergio Pérez       | Sauber-Ferrari       | 1:24,261 | 1:22,773 | 1:22,533   | 05    |
| 06                                                                        | Nico Rosberg       | Mercedes             | 1:23,370 | 1:22,882 | 1:23,005   | 06    |
| 07                                                                        | Sebastian Vettel   | Red Bull-Renault     | 1:23,850 | 1:22,884 | keine Zeit | 07    |
| 08                                                                        | Michael Schumacher | Mercedes             | 1:23,757 | 1:22,904 | keine Zeit | 08    |
| 09                                                                        | Kamui Kobayashi    | Sauber-Ferrari       | 1:23,386 | 1:22,897 | keine Zeit | 09    |
| 10                                                                        | Jenson Button      | McLaren-Mercedes     | 1:23,510 | 1:22,944 | –          | 10    |
| 11                                                                        | Mark Webber        | Red Bull-Renault     | 1:23,592 | 1:22,977 | –          | 11    |
| 12                                                                        | Paul di Resta      | Force India-Mercedes | 1:23,852 | 1:23,125 | –          | 12    |
| 13                                                                        | Nico Hülkenberg    | Force India-Mercedes | 1:23,720 | 1:23,177 | –          | 13    |
| 14                                                                        | Jean-Éric Vergne   | Toro Rosso-Ferrari   | 1:24,362 | 1:23,265 | –          | 14    |
| 15                                                                        | Daniel Ricciardo   | Toro Rosso-Ferrari   | 1:23,906 | 1:23,442 | –          | 15    |
| 16                                                                        | Felipe Massa       | Ferrari              | 1:23,886 | 1:23,444 | –          | 16    |
| 17                                                                        | Bruno Senna        | Williams-Renault     | 1:24,981 | –        | –          | 17    |
| 18                                                                        | Witali Petrow      | Caterham-Renault     | 1:25,277 | –        | –          | 18    |
| 19                                                                        | Heikki Kovalainen  | Caterham-Renault     | 1:25,507 | –        | –          | 19    |
| 20                                                                        | Charles Pic        | Marussia-Cosworth    | 1:26,582 | –        | –          | 20    |
| 21                                                                        | Timo Glock         | Marussia-Cosworth    | 1:27,032 | –        | –          | 21    |
| 22                                                                        | Pedro de la Rosa   | HRT-Cosworth         | 1:27,555 | –        | –          | 22    |
| 107-Prozent-Zeit: 1:29,075 min (bezogen auf Q1-Bestzeit von 1:23,248 min) |                    |                      |          |          |            |       |
| DNQ                                                                       | Narain Karthikeyan | HRT-Cosworth         | 1:31,122 | –        | –          | 23    |
| DSQ                                                                       | Lewis Hamilton     | McLaren-Mercedes     | 1:22,583 | 1:22,465 | 1:21,707   | 24    |

Anmerkungen
1. ↑  Hamilton wurde aufgrund eines Verstoßes gegen Artikel 6.6.2 des technischen Reglements aus der Wertung genommen.

1. 1 2 3 4 5 6 7 8 9 10 11 12 13 14 15 16 17 18 19 20  Rennwagen mit KERS

### Rennen
| Pos. | Fahrer             | Konstrukteur         | Runden | Stopps | Zeit        | Start | Schnellste Runde |
| ---- | ------------------ | -------------------- | ------ | ------ | ----------- | ----- | ---------------- |
| 01   | Pastor Maldonado   | Williams-Renault     | 66     | 3      | 1:39:09,145 | 01    | 1:27,906 (26.)   |
| 02   | Fernando Alonso    | Ferrari              | 66     | 3      | + 3,195     | 02    | 1:27,390 (46.)   |
| 03   | Kimi Räikkönen     | Lotus-Renault        | 66     | 3      | + 3,884     | 04    | 1:26,938 (50.)   |
| 04   | Romain Grosjean    | Lotus-Renault        | 66     | 3      | + 14,799    | 03    | 1:26,250 (53.)   |
| 05   | Kamui Kobayashi    | Sauber-Ferrari       | 66     | 3      | + 1:04,641  | 09    | 1:28,266 (45.)   |
| 06   | Sebastian Vettel   | Red Bull-Renault     | 66     | 4      | + 1:07,576  | 07    | 1:27,768 (65.)   |
| 07   | Nico Rosberg       | Mercedes             | 66     | 3      | + 1:17,919  | 06    | 1:28,150 (45.)   |
| 08   | Lewis Hamilton     | McLaren-Mercedes     | 66     | 2      | + 1:18,140  | 24    | 1:28,918 (50.)   |
| 09   | Jenson Button      | McLaren-Mercedes     | 66     | 3      | + 1:25,246  | 10    | 1:28,624 (41.)   |
| 10   | Nico Hülkenberg    | Force India-Mercedes | 65     | 3      | + 1 Runde   | 13    | 1:28,912 (48.)   |
| 11   | Mark Webber        | Red Bull-Renault     | 65     | 3      | + 1 Runde   | 11    | 1:27,857 (44.)   |
| 12   | Jean-Éric Vergne   | Toro Rosso-Ferrari   | 65     | 3      | + 1 Runde   | 14    | 1:28,308 (54.)   |
| 13   | Daniel Ricciardo   | Toro Rosso-Ferrari   | 65     | 3      | + 1 Runde   | 15    | 1:28,587 (44.)   |
| 14   | Paul di Resta      | Force India-Mercedes | 65     | 3      | + 1 Runde   | 12    | 1:28,313 (44.)   |
| 15   | Felipe Massa       | Ferrari              | 65     | 4      | + 1 Runde   | 16    | 1:28,448 (47.)   |
| 16   | Heikki Kovalainen  | Caterham-Renault     | 65     | 3      | + 1 Runde   | 19    | 1:28,715 (50.)   |
| 17   | Witali Petrow      | Caterham-Renault     | 65     | 3      | + 1 Runde   | 18    | 1:28,773 (48.)   |
| 18   | Timo Glock         | Marussia-Cosworth    | 64     | 3      | + 2 Runden  | 21    | 1:29,599 (49.)   |
| 19   | Pedro de la Rosa   | HRT-Cosworth         | 63     | 4      | + 3 Runden  | 22    | 1:30,722 (54.)   |
| –    | Sergio Pérez       | Sauber-Ferrari       | 37     | 3      | DNF         | 05    | 1:28,605 (20.)   |
| –    | Charles Pic        | Marussia-Cosworth    | 35     | 2      | DNF         | 20    | 1:31,136 (29.)   |
| –    | Narain Karthikeyan | HRT-Cosworth         | 22     | 2      | DNF         | 23    | 1:32,903 (15.)   |
| –    | Bruno Senna        | Williams-Renault     | 12     | 0      | DNF         | 17    | 1:31,822 (10.)   |
| –    | Michael Schumacher | Mercedes             | 12     | 1      | DNF         | 08    | 1:31,089 (04.)   |

Anmerkungen
1. 1 2 3 4 5 6 7 8 9 10 11 12 13 14 15 16 17 18 19 20  Rennwagen mit KERS

## WM-Stände nach dem Rennen
Die ersten zehn des Rennens bekamen 25, 18, 15, 12, 10, 8, 6, 4, 2 bzw. 1 Punkt(e).

### Fahrerwertung
| Pos. | Fahrer           | Konstrukteur         | Punkte |
| ---- | ---------------- | -------------------- | ------ |
| 01   | Sebastian Vettel | Red Bull-Renault     | 61     |
| 02   | Fernando Alonso  | Ferrari              | 61     |
| 03   | Lewis Hamilton   | McLaren-Mercedes     | 53     |
| 04   | Kimi Räikkönen   | Lotus-Renault        | 49     |
| 05   | Mark Webber      | Red Bull-Renault     | 48     |
| 06   | Jenson Button    | McLaren-Mercedes     | 45     |
| 07   | Nico Rosberg     | Mercedes             | 41     |
| 08   | Romain Grosjean  | Lotus-Renault        | 35     |
| 09   | Pastor Maldonado | Williams-Renault     | 29     |
| 10   | Sergio Pérez     | Sauber-Ferrari       | 22     |
| 11   | Kamui Kobayashi  | Sauber-Ferrari       | 19     |
| 12   | Paul di Resta    | Force India-Mercedes | 15     |

| Pos. | Fahrer             | Konstrukteur         | Punkte |
| ---- | ------------------ | -------------------- | ------ |
| 13   | Bruno Senna        | Williams-Renault     | 14     |
| 14   | Jean-Éric Vergne   | Toro Rosso-Ferrari   | 4      |
| 15   | Nico Hülkenberg    | Force India-Mercedes | 3      |
| 16   | Daniel Ricciardo   | Toro Rosso-Ferrari   | 2      |
| 17   | Felipe Massa       | Ferrari              | 2      |
| 18   | Michael Schumacher | Mercedes             | 2      |
| 19   | Timo Glock         | Marussia-Cosworth    | 0      |
| 20   | Charles Pic        | Marussia-Cosworth    | 0      |
| 21   | Witali Petrow      | Caterham-Renault     | 0      |
| 22   | Heikki Kovalainen  | Caterham-Renault     | 0      |
| 23   | Pedro de la Rosa   | HRT-Cosworth         | 0      |
| 24   | Narain Karthikeyan | HRT-Cosworth         | 0      |

### Konstrukteurswertung
| Pos. | Konstrukteur     | Punkte |
| ---- | ---------------- | ------ |
| 01   | Red Bull-Renault | 109    |
| 02   | McLaren-Mercedes | 98     |
| 03   | Lotus-Renault    | 84     |
| 04   | Ferrari          | 63     |
| 05   | Mercedes         | 43     |
| 06   | Williams-Renault | 43     |

| Pos. | Konstrukteur         | Punkte |
| ---- | -------------------- | ------ |
| 07   | Sauber-Ferrari       | 41     |
| 08   | Force India-Mercedes | 18     |
| 09   | Toro Rosso-Ferrari   | 6      |
| 10   | Marussia-Cosworth    | 0      |
| 11   | Caterham-Renault     | 0      |
| 12   | HRT-Cosworth         | 0      |